# Liste de ponts de Nouvelle-Zélande
Cette liste de ponts de Nouvelle-Zélande a pour vocation de présenter une liste de ponts remarquables de Nouvelle-Zélande, tant par leurs caractéristiques dimensionnelles, que par leur intérêt architectural ou historique. 

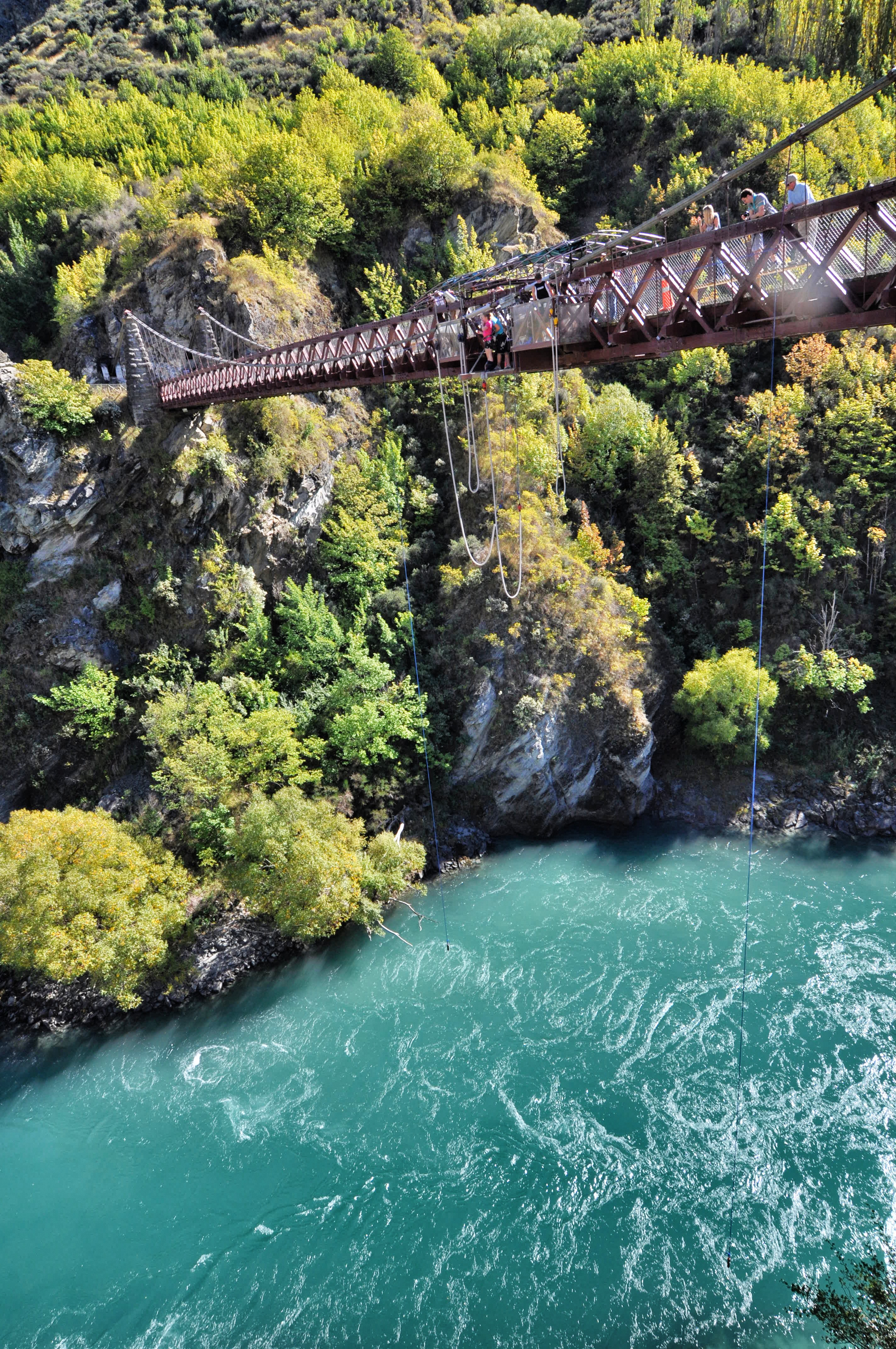
Le pont Kawarau

La catégorie lien donne la classification de l'ouvrage parmi ceux présentés et propose un lien vers la fiche technique du pont sur le site Structurae, base de données et galerie internationale d'ouvrages d'art. La liste peut être triée selon les différentes entrées du tableau pour voir ainsi les ponts en arc ou les ouvrages les plus récents par exemple.
Les colonnes portée et longueur, exprimées en mètres indiquent respectivement la distance entre les pylônes de la travée principale et la longueur totale de l'ouvrage, viaducs d'accès compris.

## Ponts présentant un intérêt historique ou architectural
|  |   | Nom                                  | Distinction                                                                      | Long. | Type                                        | Voie portée Voie franchie             | Date | Localisation                                                 | Province          | Ref.    |
|  | - | ------------------------------------ | -------------------------------------------------------------------------------- | ----- | ------------------------------------------- | ------------------------------------- | ---- | ------------------------------------------------------------ | ----------------- | ------- |
|  | 1 | Pont suspendu de la gorge de Kawarau | Historic Place Category 1 Spot de saut à l'élastique Hauteur libre : 42,7 mètres | 91    | Suspendu                                    | Passerelle Kawarau                    | 1880 | Queenstown 45° 00′ 32,1″ S, 168° 53′ 59,8″ E                 | Otago             | [ H 1 ] |
|  | 2 | Pont Daniel O’Connell                | Historic Place Category 1                                                        | 63    | Suspendu                                    | Ophir Bridge Road Manuherikia         | 1880 | Ophir 45° 06′ 38,8″ S, 169° 35′ 24,7″ E                      | Otago             | [ H 2 ] |
|  | 3 | Pont suspendu de Clifden             | Historic Place Category 1                                                        | 111   | Suspendu                                    | Passerelle Waiau                      | 1899 | Clifden 46° 01′ 47,9″ S, 167° 42′ 54,8″ E                    | Southland         | [ H 3 ] |
|  | 4 | Pont suspendu d'Arapuni              | Historic Place Category 2 Portée : 152,4 mètres                                  | 152   | Suspendu                                    | Passerelle Waikato                    | 1926 | District de South Waikato 38° 04′ 14,2″ S, 175° 38′ 40,3″ E  | Waikato           | [ H 4 ] |
|  | 5 | Pont Balclutha                       | Historic Place Category 1                                                        | 244   | Arc Béton, tablier suspendu Pont bow-string | Milton Highway SH 1S Clutha           | 1935 | Balclutha 46° 14′ 07,7″ S, 169° 44′ 40″ E                    | Otago             | [ H 5 ] |
|  | 6 | Bridge to Nowhere                    |                                                                                  | 40    | Arc Béton, tablier porté                    | ? Maungaparua                         | 1936 | Parc national de Whanganui 38° 04′ 14,2″ S, 175° 38′ 40,3″ E | Manawatu-Wanganui |         |
|  | 7 | Viaduc de Mohaka                     | Plus haut pont de Nouvelle-Zélande Hauteur libre : 97 mètres                     | 270   | Pont sur tréteaux Acier                     | Palmerston North-Gisborne Line Mohaka | 1937 | 39° 04′ 07,4″ S, 177° 07′ 32,7″ E                            | Hawke's Bay       |         |
|  | 8 | City to Sea Bridge                   | Pont orné de sculptures en bois de l'artiste Paratene Matchitt                   |       | Poutres Béton                               | Passerelle Jervois Quay               | 1994 | Wellington 41° 17′ 19,6″ S, 174° 46′ 42,6″ E                 | Wellington        |         |

## Grands ponts
Ce tableau présente les ouvrages ayant des portées supérieures à 100 m (liste non exhaustive).
|  |   | Nom                       | Portée   | Long. | Type                                                  | Voie portée Voie franchie                     | Date      | Localisation                                          | Sujets fédéraux   | Ref. |
|  | - | ------------------------- | -------- | ----- | ----------------------------------------------------- | --------------------------------------------- | --------- | ----------------------------------------------------- | ----------------- | ---- |
|  | 1 | Pont du port d'Auckland   | 244      | 1021  | Cantilever Acier, 2 caissons acier de part et d'autre | New Zealand State Highway 1 Waitemata Harbour | 1959 1969 | Auckland 36° 49′ 46,2″ S, 174° 44′ 47,1″ E            | Auckland          |      |
|  | 2 | Viaduc d'Otira            | 134 (x2) | 442   | Poutre-caisson Béton précontraint                     |                                               | 2000      | Otira 42° 53′ 06,8″ S, 171° 33′ 20″ E                 | West Coast        |      |
|  | 3 | Viaduc nord de Rangitikei | 110      | 160   | Poutre-caisson Béton précontraint                     | Rangitikei                                    | 1981      | Taihape - Mangaweka 39° 46′ 18,7″ S, 175° 49′ 29,6″ E | Manawatu-Wanganui |      |
|  | 4 | Viaduc sud de Rangitikei  | 110      | 315   | Poutre-caisson Béton précontraint                     | Rangitikei                                    | 1981      | Taihape - Mangaweka 39° 46′ 37,8″ S, 175° 49′ 37,1″ E | Manawatu-Wanganui |      |